# Idilia Foods
Idilia Foods es un grupo alimentario español especializado en cacaos que controla las marcas Cola Cao, Nocilla y Okey, pertenece a la familia Ferrero. Fue fundado en 2015 a raíz de la escisión del grupo Nutrexpa en dos grupos alimentarios diferentes.

## Historia
La empresa Nutrexpa nació en 1940 a través de una asociación formada por dos empresarios del barrio de Gracia de Barcelona, España. José Ignacio Ferrero Cabanach y José María Ventura Mallofré. Desde un primer momento se dedicó a la elaboración de productos alimenticios para el mercado doméstico, y en 1946 comenzó a comercializar el cacao en polvo Cola Cao, su producto estrella. La compañía lo promocionó ampliamente a través de una canción en la radio, Yo soy aquel negrito del África tropical..., que alcanzó gran popularidad.
Nutrexpa continuó promocionando sus productos a través de campañas de publicidad en televisión y patrocinios deportivos, que le permitieron ganar fama en el mercado español. En la década de 1970 diversificó su oferta con la compra del fabricante de cacao soluble Phoscao (1962) y de la galletera gerundense Galletas Paja, con la que se introduce en el sector de bollería industrial y lanza al mercado marcas como Phoskitos.

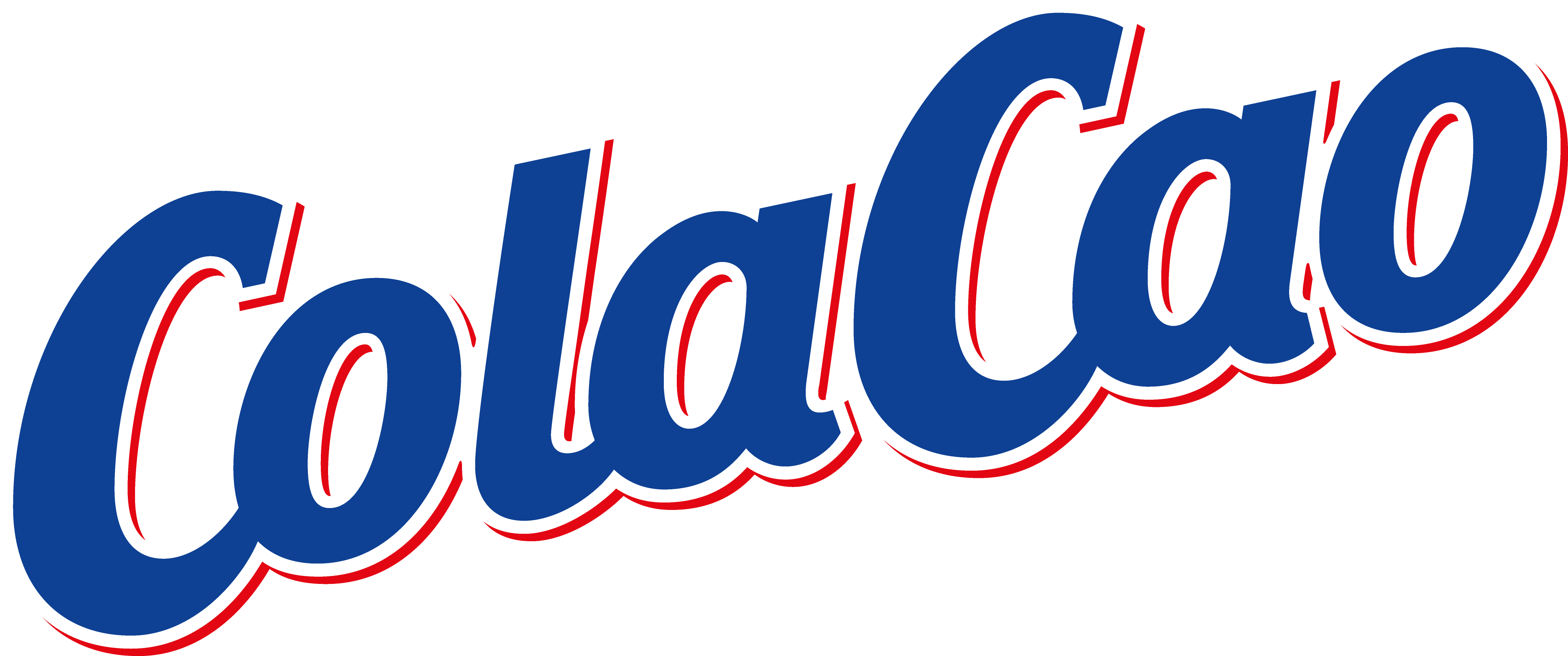
Cola Cao, uno de sus productos más célebres.

Su expansión al extranjero comenzó en 1980, cuando comenzó a fabricar y vender Cola Cao en Chile. El producto se expandió por otros estados de Sudamérica y llegó hasta Polonia, Rusia y China. En ese país, el Cola Cao, llamado Gao Le Gao, poseía una cuota de mercado del 60% frente a sus competidores en 2005, y se distribuía en más de 20.000 tiendas, si bien, el propio director general de la compañía admitía que el mercado de consumidores chinos apenas suponía, siendo optimistas, un 4% de la población de ese país, debido sobre todo al alto precio del producto y las costumbres culinarias chinas.
Las adquisiciones de empresas y diversificación continuaron en 1986 con la compra de Central Lechera Palentina, y en 1988 con patés La Piara, establecida en Manlléu (Barcelona) España. En 2002 compró Nocilla al grupo neerlandés Unilever. En 2009 compró al Grupo SOS la división de galletas Cuétara.
Desde que llegó a la presidencia en 2009, Javier Ventura impulsó la diversificación del grupo hacia el mundo de las galletas. El momento cumbre de esta política fue la compra de Artiach a Panrico en 2012, que les convirtió en la empresa líder del sector. Esta estrategia no fue del todo bien vista por la familia Ferrero, más conservadora.
En 2014 se cerró la planta de Palencia en la que se fabricaban Cola Cao y Okey, con un expediente de regulación de empleo que afectó a sus 70 trabajadores.
En enero de 2019 se incorpora como Consejero Delegado Xavier Pons, procedente de Mars, que sustituye a Ricardo Anmella

### División del grupo
En 2014 las familias Ferrero y Ventura decidieron dividir la empresa en dos grupos. La segregación entró en vigor el 1 de enero de 2015. La división de cacaos, bautizada como Idilia Foods y que pertenece a la familia Ferrero, es propietaria de las marcas de chocolate Cola Cao, Nocilla, Paladín, la marca de bebidas lácteas Okey y el edulcorante Mesura, con dos fábricas en España y una en China (que vendió en diciembre de 2015). Por parte de Adam Foods, especializada en galletas y alimentación bajo el control de la familia Ventura, gestiona las marcas de galletas Artiach y Cuétara; los bollitos Phoskitos; el paté La Piara; la mezcla para sándwiches Bocadelia; la miel Granja San Francisco; la concesión de caramelos Pez y los caldos envasados Aneto, con seis fábricas en España y una en Portugal.
Por parte de la familia Ventura, Javier Ventura Ferrero controlaba el 50% del Grupo Nutrexpa desde 2007 (al comprar el 25% del grupo a su hermano José María). En cambio, el paquete de la familia Ferrero estaba más repartido. Los cinco hermanos Ferrero, primos de los Ventura, tenían el 50% restante (un 10% cada uno), encabezada por Xavier Ferrero Jordi y sus hermanos Ignacio (expresidente del grupo), Antonio, Nuria y Bernarda.

### Idilia en solitario
En 2017 Idilia Foods anunció el traslado de su sede social a la ciudad de Valencia debido a la situación política en Cataluña, si bien la sede operativa se ha mantenido en Barcelona.

## Productos
Cola Cao (chocolate en polvo soluble)
- Cola Cao Original
- Cola Cao Original sobres (18 g)
- Cola Cao Turbo
- Cola Cao 0 %
- Cola Cao 0 % Fibra
- Cola Cao Complet
- Cola Cao Pepitas
- Cola Cao Noir 0%
- Cola Cao Energy
- Cola Cao Complet líquido
- Cola Cao Galleta María
- AvenaCao
- Cola Cao Shake

Otros
- Nocilla (crema de chocolate y avellanas)
- Paladín (chocolate a la taza soluble)
- Okey (bebida láctea con sabores a chocolate, fresa y vainilla)
- Mesura (edulcorante)

## Polémicas
En julio de 2024 Nocilla lanzaba un anuncio de una historia protagonizada por una menor de edad y su abuelo en el que aparecía Vibrador. El anuncio tuvo un gran impacto social causando enfado y decepción por el inapropiado contenido del anuncio. 